# Obština Dolni Dăbnik
Obština Dolni Dăbnik (bulharsky Община Долни Дъбник) je bulharská jednotka územní samosprávy v Plevenské oblasti. Leží ve středním Bulharsku v Dolnodunajské nížině na úpatí Předbalkánu. Správním střediskem je město Dolni Dăbnik, kromě něj zahrnuje obština 6 vesnic. Žije zde přes 12 tisíc stálých obyvatel.

## Sídla
Všechna sídla v obštině jsou samosprávná.
- Bărkač
- Dolni Dăbnik[p 1] (sídlo správy)
- Gorni Dăbnik
- Gradina
- Krušovica
- Petărnica
- Sadovec

## Sousední obštiny
| Růžice kompasu | Iskăr        | Dolna Mitropolija    |        | Růžice kompasu |
| Růžice kompasu | Červen Brjag | Sever                | Pleven | Růžice kompasu |
| Růžice kompasu | Červen Brjag | Obština Dolni Dăbnik | Pleven | Růžice kompasu |
| Růžice kompasu | Červen Brjag | Jih                  | Pleven | Růžice kompasu |
| Růžice kompasu | Lukovit      |                      |        | Růžice kompasu |

## Obyvatelstvo
V obštině žije 13 727 obyvatel a je zde trvale hlášeno 14 467 obyvatel. Podle sčítání 7. září 2021 bylo národnostní složení následující:
- Bulhaři: 8 335 (89.1 %)
- Romové: 627 (6.7 %)
- Turci: 353 (3.8 %)
- ostatní: 42 (0.4 %)

V období 2011 až 2021 v obštině ubylo 1 240 obyvatel.